# Rubus recurvicaulis
Rubus recurvicaulis är en rosväxtart som beskrevs av Blanchard. Rubus recurvicaulis ingår i släktet rubusar, och familjen rosväxter. Inga underarter finns listade i Catalogue of Life.